# ATP Birmingham 1974
L'ATP Birmingham 1974  è stato un torneo di tennis giocato sul sintetico indoor. È stata la 2ª edizione dell'ATP Birmingham, che fa parte del Commercial Union Assurance Grand Prix 1974. Si è giocato a Birmingham negli Stati Uniti, dall'11 al 17 febbraio 1974.

## Campioni

### Singolare
Jimmy Connors ha battuto in finale  Sandy Mayer con il punteggio di 7–5, 6–3

### Doppio
Ian Fletcher /  Sandy Mayer hanno battuto in finale  Nicholas Kalogeropoulos /  Iván Molina con il punteggio di 4–6, 7–6, 6–1